# Andrea Corr
Andrea Corr, właśc. Andrea Jane Corr-Desmond (ur. 17 maja 1974 w Dundalk) – irlandzka wokalistka i flażolecistka oraz aktorka. Członkini rodzinnego zespołu The Corrs, który oprócz niej tworzą jej dwie starsze siostry: Caroline (ur. 1973) i Sharon (ur. 1970) oraz starszy brat Jim (ur. 1964). Matką była Jean (zm. 1999), a ojcem Gerrard Corr.
W 2003 roku zagrała jedną z głównych ról w filmie The Boys And Girl From County Clare. W 2005 wystąpiła w krótkometrażowym filmie The Bridge.

## Dyskografia
Albumy
| 2007                           | Ten Feet High - Data: 25 czerwca 2007 - Wydawca: Atlantic Records | 38 | 128 | 81 | 43 | 84 | 9 | 96 | 24 | 283 |
| 2011                           | Lifelines - Data: 29 maja 2011 - Wydawca: AC Records              | 48 | 156 | 78 | —  | —  | — | —  | 40 | —   |
| "—" pozycja nie była notowana. |                                                                   |    |     |    |    |    |   |    |    |     |

Single
| 2007                           | "Shame On You (to keep my love from me)" | 43 | Ten Feet High |
| 2007                           | "Champagne from a Straw"                 | —  | Ten Feet High |
| 2011                           | "Tinseltown in the Rain"                 | —  | Lifelines     |
| "—" pozycja nie była notowana. |                                          |    |               |

## Filmografia
| Rok  | Tytuł                               | Uwagi                      |
| ---- | ----------------------------------- | -------------------------- |
| 1991 | The Commitments                     | jako Sharon Rabbitte       |
| 1996 | Evita                               | jako kochanka Juana Perona |
| 1998 | Quest for Camelot                   | jako Kayley                |
| 2003 | The Boys And Girl From County Clare | jako Anne                  |
| 2005 | The Bridge                          | jako Mary                  |
| 2007 | Broken Thread                       | jako Lily                  |
| 2009 | Pictures                            | jako Donna                 |